# Filidràcies

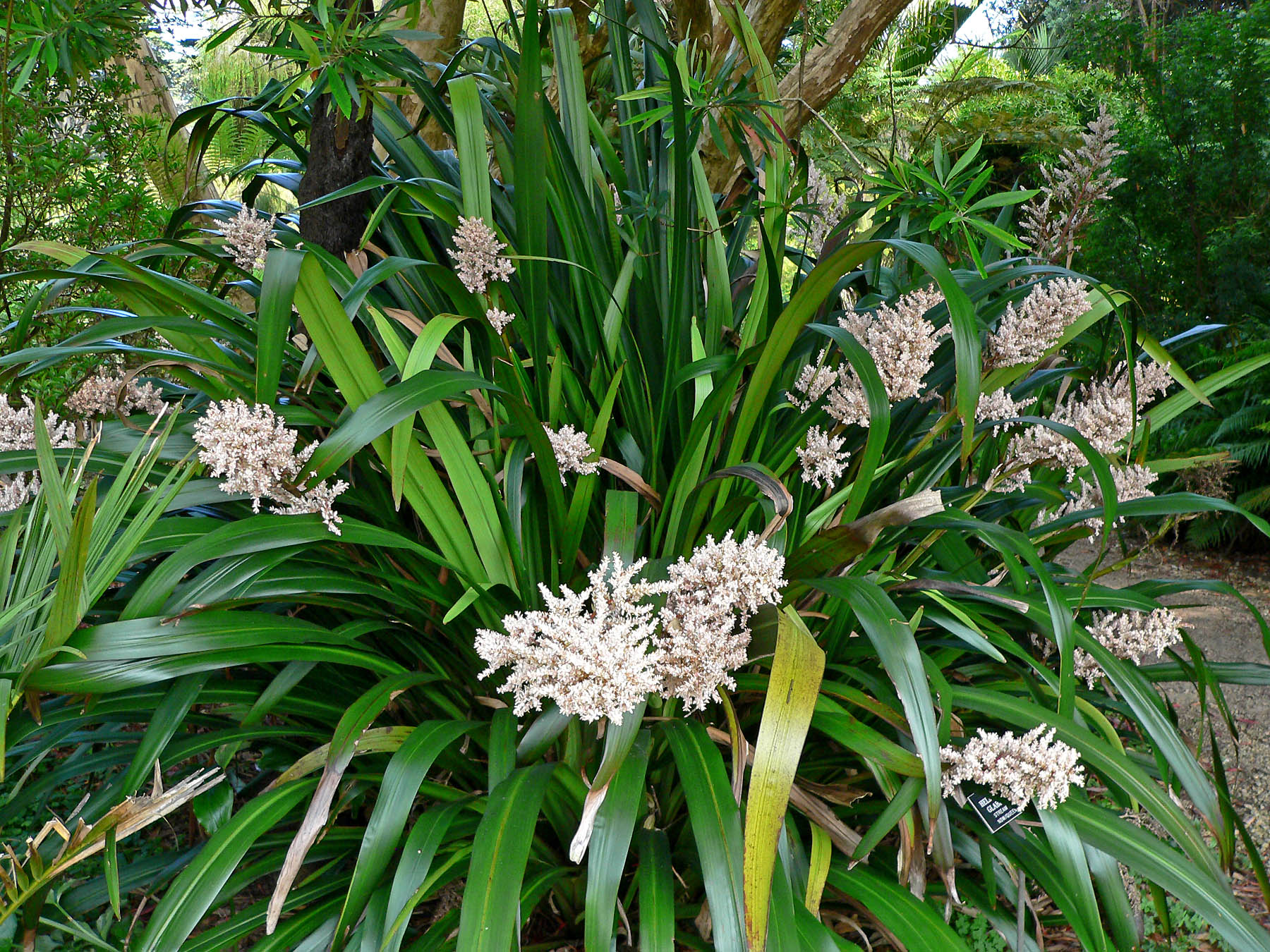
Helmholtzia glaberrima.

Les filidràcies (Philydraceae) són una família de plantes angiospermes de l'ordre de les commelinals (Commelinales), dins del clade de les commelínides, un subclade de les monocotiledònies. Conté sis espècies, agrupades en tres gèneres, natives del sud de la Xina, Indoxina, Malèsia i Austràlia.

## Descripció
Són plantes herbàcies perennes i vivaces amb rizomes o corms. Les fulles són senceres, de linears a lanceolades i amb venació paral·lela; les basals es disposen en roseta i són equitants, les caulinars són dístiques. Les flors són hermafrodites, zigomorfes i sèssils, al gineceu l'ovari és súper. Les inflorescències acostumen a ser en espiga. El fruit és una càpsula dehiscènt.

## Taxonomia
Aquesta família va ser publicada per primer cop l'any 1821 al primer volum de l'obra Enumeratio Plantarum Horti Regii Berolinensis Altera de [[[Johann Heinrich Friedrich Link]] (1767-1851).

### Gèneres
Dins d'aquesta família es reconeixen els tres gèneres següents:
- Helmholtzia F.Muell.
- Philydrella Caruel
- Philydrum Banks & Sol. ex Gaertn.